# Märit (roman)
Märit är en roman av Ing-Marie Eriksson utgiven 1965 och var hennes debutroman.
I april 1967 dömdes Eriksson för tryckfrihetsbrottet förtal i Stockholms tingsrätt. Märit är (2022) fortfarande den enda roman som varit föremål för en fällande förtalsdom.

## Handling
Romanen Märit utspelar sig i en jämtländsk by på 1930- och 1940-talen där två systrar, sex och tre år gamla, har en vänskapsrelation med grannkvinnan Märit. Märit har en intellektuell funktionsnedsättning och beskrivs som ”en tjugofemårig kvinna med en fyraårings förstånd”. Flickorna upplever världen tillsammans med den gåtfulla Märit som ständigt genomgår förvandlingar som fascinerar och skrämmer barnen. Romanen bygger på självbiografiska upplevelser och den äldre systern i boken är Ing-Marie själv. Mycket är hämtat från Erikssons barndomsby Sikås i norra Jämtland och flera personer i berättelse har verkliga förebilder.

## Förtalsmålet
Författaren Ing-Marie Eriksson dömdes till dagsböter och skadestånd i rådhusrätten för grovt förtal gentemot Märits mor och bror som i boken utpekas för att han misshandlat Märit. I hovrätten ändrades domen till förtal och straffet mildrades. Hon dömdes där till 40 dagsböter à 15 kronor samt att tillsammans med förlaget betala skadestånd på 5 000 kronor. Att hon fälldes för förtal förklaras i domslutet med att hon skildrar handlingar som är av ”allvarlig beskaffenhet” och att förövarna var lätta att identifiera. Rätten bedömde inte heller att det fanns något allmänintresse i att utpeka Märits mor och bror för dådet.